# Greg Germann
Greg Germann (Houston, Texas, 26 de febrero de 1958) es un actor estadounidense.

## Biografía
Estudió en Colorado, obteniendo un máster en teatro de la Universidad de Colorado del Norte. Actuó en Broadway, en obras como Assassins, The Person I Once Was y War games.
Está casado con la también actriz Christine Mourad y tienen un hijo en común, Asa, nacido en 1997.
Es conocido gracias a su papel de Richard Fish en la serie de televisión Ally McBeal.

## Filmografía
- Grey's Anatomy (2017)
- Once Upon a Time (2016)
- Quitters (2015)
- Spectacular! (2009)
- Bolt (voz) (2008)
- Cuarentena (2008)
- Entre fantasmas
- In Case of Emergency (2007)
- Ricky Bobby - Loco por la velocidad (2006)
- Eureka (2006) (TV)
- Amigos con dinero (2006)
- NCIS (2006)
- Down and Derby (2005)
- Nuestra pandilla 2 (2005)
- De vuelta a la Tierra (2001)
- Noviembre dulce (2001)
- Joe Somebody (2001)
- Ally McBeal (1997-2002)
- Peligro inminente (Tom Clancy) (1994)
- Una novia sin igual (1993)
- Chucky: El muñeco diabólico 2 (1990)
- The Whoopee Boys (1986)

- Datos: Q740511
- Multimedia: Greg Germann / Q740511